# Ștefan Radu
Ștefan Daniel Radu (Bucarest, 22 ottobre 1986) è un ex calciatore rumeno, di ruolo difensore.
Ha legato la sua carriera a due sole squadre: la Dinamo Bucarest e la Lazio, dove era arrivato nel 2008, giocandoci per il resto della sua carriera.
È il calciatore con il maggior numero di presenze in tutte le competizioni ufficiali con la maglia biancoceleste. È inoltre il calciatore della Lazio con il maggior numero di presenze in Serie A.

## Carriera

### Club

#### Dinamo Bucarest
Prodotto delle giovanili della Dinamo Bucarest, esordisce nella massima divisione del campionato rumeno all'età di soli 17 anni. Diventa poi un punto fermo della squadra. Con il club rumeno vince una Coppa di Romania e una Supercoppa di Romania, nel 2005, e un campionato, nella stagione 2006-2007.

#### Lazio
Nel gennaio 2008 è la Lazio ad aggiudicarsi il giocatore, ottenendolo in prestito fino a giugno al costo di un milione di euro, con riscatto fissato a 5,5 milioni. Ha esordito con la maglia della Lazio in Coppa Italia il 30 gennaio 2008 allo Stadio Artemio Franchi di Firenze contro la Fiorentina (vittoria per 2-1), indossando la maglia numero 2 lasciata da Guglielmo Stendardo. La stagione successiva prende il numero 32.
Nell'aprile 2008 la sua proprietà è riscattata dalla Lazio, che versa 4,5 milioni di euro alla Dinamo Bucarest. Alla sua seconda annata con la squadra capitolina, l'allenatore Delio Rossi lo schiera in 19 gare in campionato e in 2 in Coppa Italia. Con la squadra otterrà il decimo posto in Serie A e la vittoria della Coppa Italia.

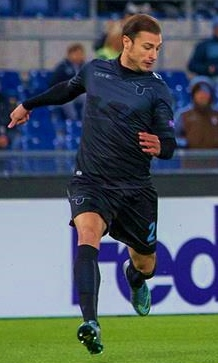
Radu con la maglia della Lazio, nel 2015, durante una partita di Europa League

Nella stagione seguente è a disposizione del nuovo tecnico, scelto da Claudio Lotito, Davide Ballardini. L'8 agosto 2009 vince la Supercoppa Italiana, disputata a Pechino, contro l'Inter. Le sue prestazioni sono buone; la squadra, però, gioca male e in Europa League viene raccolta un'eliminazione nel girone qualificatorio. A febbraio 2010, quando Ballardini viene esonerato la squadra è terz'ultima in campionato, in zona retrocessione. Con l'arrivo di Edoardo Reja acquista maggior sicurezza e le sue prestazioni migliorano notevolmente. Grazie ai risultati positivi ottenuti nella seconda parte del campionato, la Lazio otterrà il dodicesimo posto in Serie A alle spalle della Fiorentina. Alla fine della stagione risulta essere tra i dieci migliori difensori del campionato italiano e Palermo, Inter e Bayern Monaco mostrano un interessamento al suo ingaggio.
Nella sua quarta stagione in biancoceleste il tecnico Edoardo Reja gli assegna il ruolo di titolare, preferendolo al giovane belga Luís Pedro Cavanda. È schierato come terzino nella difesa a quattro, al fianco del brasiliano André Dias, l'italiano Giuseppe Biava e lo svizzero Stephan Lichtsteiner. Nel girone di andata disputa tutti gli incontri fino alla quindicesima giornata di campionato, quando è fermato da un infortunio che lo costringe ad un'operazione in artroscopia al menisco destro, effettuata presso la clinica sociale Paideia.
Il 17 giugno 2011, con una nota sul sito ufficiale, rinnova il suo contratto con la Lazio sino al 2016.
Il 6 dicembre 2012, dopo quasi cinque anni dal suo arrivo a Roma, realizza la sua prima rete con la maglia biancoceleste nella trasferta vittoriosa di Europa League per 4-1 contro il Maribor. L'8 gennaio 2013 arriva il suo secondo gol in maglia biancoceleste nei quarti di finale di Coppa Italia contro il Catania, la partita verrà vinta proprio dalla Lazio per 3-0. Il 24 febbraio 2013, durante la partita casalinga vinta contro il Pescara per 2-0, segna il suo primo gol in Serie A. Il 26 maggio 2013 vince la sua seconda Coppa Italia battendo in finale la Roma per 1-0.
Il 18 agosto 2013 perde la Supercoppa italiana 2013 contro la Juventus per 4-0.
L'11 gennaio 2015, in occasione del Derby di Roma pareggiato per 2-2, disputa la sua duecentesima partita con la maglia biancoceleste. Il 20 maggio 2015 perde la finale di Coppa Italia, dove la Lazio è sconfitta dalla Juventus per 2-1; è suo il gol biancoceleste.
L'11 luglio 2015 rinnova, per altri cinque anni, il contratto che lo lega alla società romana. l'8 agosto successivo gioca da titolare e perde per 2-0 la partita di Supercoppa italiana contro i Campioni d'Italia della Juventus.
Il 20 novembre 2016 disputa la sua duecentesima partita nel campionato italiano in occasione della vittoria casalinga, per 3-1, contro il Genoa. Il 17 maggio 2017 perde per la seconda volta la finale di Coppa Italia poiché la sua squadra è superata, per 2-0, dalla Juventus.
Il 13 agosto 2017, all'inizio della sua undicesima stagione con la maglia biancoceleste, vince il suo quarto trofeo italiano, la Supercoppa italiana, grazie al successo per 3-2 della Lazio all'Olimpico contro la Juventus. Il 25 ottobre successivo, superando Idilio Cei, diventa il decimo giocatore ad aver disputato più incontri con la maglia della Lazio, con 287 presenze. Il 10 febbraio 2018 disputa la sua trecentesima partita con i colori biancocelesti in occasione della trasferta contro il Napoli, nella partita persa per 4-1. Chiude la stagione 2017-2018 con 41 presenze. Sono 33 le presenze nell'annata 2018-2019, chiusa il 15 maggio 2019 con la vittoria, per la terza volta, della Coppa Italia, grazie al successo per 2-0 in finale contro l'Atalanta. Il 22 dicembre 2019 vince il suo sesto trofeo italiano nella vittoria per 3-1 contro la Juventus in Supercoppa. Il 23 febbraio 2020 taglia il traguardo delle 299 presenze con la Lazio in Serie A e raggiunge il terzo posto nella classifica dei giocatori con più presenze in maglia biancoceleste nella massima serie italiana, superando Giuseppe Favalli.
Il 6 gennaio 2021 raggiunge le 320 presenze in Serie A, staccando Aldo Puccinelli e diventando il giocatore con più presenze in serie A nella storia della Lazio. Il 21 marzo successivo, con la presenza numero 401, giocata contro l'Udinese in Serie A, raggiunge Giuseppe Favalli al primo posto per presenze in assoluto con la maglia biancoceleste. Il 3 aprile con la presenza nella partita casalinga vinta per 2-1 contro lo Spezia, diventa il calciatore con più presenze nella storia della Lazio.
Alla fine della stagione 2022-23 si ritira dal calcio giocato.

### Nazionale
Milita per un biennio, dal 2006 al 2008, nella nazionale Under-21 rumena. Esordisce con la nazionale rumena il 15 novembre 2006 a Cadice nell'incontro Spagna-Romania (0-1). Partecipa al campionato d'Europa 2008 in Austria e Svizzera, dove la sua squadra è eliminata al primo turno. Dopo varie divergenze avute negli anni con le guide tecniche, il 5 aprile 2013 annuncia il proprio ritiro dalla nazionale.

## Statistiche

### Presenze e reti nei club
Statistiche aggiornate al 28 maggio 2023.
| Stagione                  | Squadra                   | Campionato                | Campionato | Campionato | Coppe nazionali | Coppe nazionali | Coppe nazionali | Coppe continentali | Coppe continentali | Coppe continentali | Altre coppe | Altre coppe | Altre coppe | Totale | Totale |
| Stagione                  | Squadra                   | Comp                      | Pres       | Reti       | Comp            | Pres            | Reti            | Comp               | Pres               | Reti               | Comp        | Pres        | Reti        | Pres   | Reti   |
| ------------------------- | ------------------------- | ------------------------- | ---------- | ---------- | --------------- | --------------- | --------------- | ------------------ | ------------------ | ------------------ | ----------- | ----------- | ----------- | ------ | ------ |
| 2004-2005                 | Dinamo II Bucarest        | Div B                     | 7          | 0          | -               | -               | -               | -                  | -                  | -                  | -           | -           | -           | 7      | 0      |
| 2005-2006                 | Dinamo II Bucarest        | Div B                     | 11         | 0          | -               | -               | -               | -                  | -                  | -                  | -           | -           | -           | 11     | 0      |
| Totale Dinamo II Bucarest | Totale Dinamo II Bucarest | Totale Dinamo II Bucarest | 18         | 0          |                 | -               | -               |                    | -                  | -                  |             | -           | -           | 18     | 0      |
| 2004-2005                 | Dinamo Bucarest           | Div A                     | 2          | 0          | CR              | 0               | 0               | -                  | -                  | -                  | -           | -           | -           | 2      | 0      |
| 2005-2006                 | Dinamo Bucarest           | Div A                     | 8          | 0          | CR              | 0               | 0               | -                  | -                  | -                  | SR          | 0           | 0           | 8      | 0      |
| 2006-2007                 | Dinamo Bucarest           | L1                        | 32         | 1          | CR              | 3               | 0               | CU                 | 12                 | 1                  | -           | -           | -           | 47     | 2      |
| 2007-gen. 2008            | Dinamo Bucarest           | L1                        | 19         | 0          | CR              | 0               | 0               | UCL+CU             | 2+2                | 0                  | SR          | 1           | 0           | 24     | 0      |
| Totale Dinamo Bucarest    | Totale Dinamo Bucarest    | Totale Dinamo Bucarest    | 61         | 1          |                 | 3               | 0               |                    | 16                 | 1                  |             | 1           | 0           | 81     | 2      |
| gen.-giu. 2008            | Lazio                     | A                         | 11         | 0          | CI              | 2               | 0               | UCL                | -                  | -                  | -           | -           | -           | 13     | 0      |
| 2008-2009                 | Lazio                     | A                         | 19         | 0          | CI              | 0               | 0               | -                  | -                  | -                  | -           | -           | -           | 19     | 0      |
| 2009-2010                 | Lazio                     | A                         | 28         | 0          | CI              | 2               | 0               | UEL                | 6                  | 0                  | SI          | 0           | 0           | 36     | 0      |
| 2010-2011                 | Lazio                     | A                         | 26         | 0          | CI              | 1               | 0               | -                  | -                  | -                  | -           | -           | -           | 27     | 0      |
| 2011-2012                 | Lazio                     | A                         | 21         | 0          | CI              | 0               | 0               | UEL                | 5                  | 0                  | -           | -           | -           | 26     | 0      |
| 2012-2013                 | Lazio                     | A                         | 23         | 1          | CI              | 4               | 1               | UEL                | 9                  | 1                  | -           | -           | -           | 36     | 3      |
| 2013-2014                 | Lazio                     | A                         | 25         | 1          | CI              | 1               | 0               | UEL                | 5                  | 0                  | SI          | 1           | 0           | 32     | 1      |
| 2014-2015                 | Lazio                     | A                         | 24         | 0          | CI              | 5               | 1               | -                  | -                  | -                  | -           | -           | -           | 29     | 1      |
| 2015-2016                 | Lazio                     | A                         | 13         | 0          | CI              | 2               | 0               | UCL+UEL            | 1+8                | 0                  | SI          | 1           | 0           | 25     | 0      |
| 2016-2017                 | Lazio                     | A                         | 29         | 2          | CI              | 2               | 0               | -                  | -                  | -                  | -           | -           | -           | 31     | 2      |
| 2017-2018                 | Lazio                     | A                         | 31         | 0          | CI              | 3               | 0               | UEL                | 6                  | 0                  | SI          | 1           | 0           | 41     | 0      |
| 2018-2019                 | Lazio                     | A                         | 28         | 0          | CI              | 2               | 0               | UEL                | 3                  | 0                  | -           | -           | -           | 33     | 0      |
| 2019-2020                 | Lazio                     | A                         | 29         | 1          | CI              | 1               | 0               | UEL                | 0                  | 0                  | SI          | 1           | 0           | 31     | 1      |
| 2020-2021                 | Lazio                     | A                         | 31         | 0          | CI              | 0               | 0               | UCL                | 2                  | 0                  | -           | -           | -           | 33     | 0      |
| 2021-2022                 | Lazio                     | A                         | 10         | 0          | CI              | 0               | 0               | UEL                | 2                  | 0                  | -           | -           | -           | 12     | 0      |
| 2022-2023                 | Lazio                     | A                         | 1          | 0          | CI              | 0               | 0               | UEL                | 2                  | 0                  | -           | -           | -           | 3      | 0      |
| Totale Lazio              | Totale Lazio              | Totale Lazio              | 349        | 5          |                 | 25              | 2               |                    | 49                 | 1                  |             | 4           | 0           | 427    | 8      |
| Totale carriera           | Totale carriera           | Totale carriera           | 428        | 6          |                 | 28              | 2               |                    | 65                 | 2                  |             | 5           | 0           | 526    | 10     |

### Cronologia presenze e reti in nazionale
| Cronologia completa delle presenze e delle reti in nazionale ― Romania | Cronologia completa delle presenze e delle reti in nazionale ― Romania | Cronologia completa delle presenze e delle reti in nazionale ― Romania | Cronologia completa delle presenze e delle reti in nazionale ― Romania | Cronologia completa delle presenze e delle reti in nazionale ― Romania | Cronologia completa delle presenze e delle reti in nazionale ― Romania | Cronologia completa delle presenze e delle reti in nazionale ― Romania | Cronologia completa delle presenze e delle reti in nazionale ― Romania |
| Data                                                                   | Città                                                                  | In casa                                                                | Risultato                                                              | Ospiti                                                                 | Competizione                                                           | Reti                                                                   | Note                                                                   |
| ---------------------------------------------------------------------- | ---------------------------------------------------------------------- | ---------------------------------------------------------------------- | ---------------------------------------------------------------------- | ---------------------------------------------------------------------- | ---------------------------------------------------------------------- | ---------------------------------------------------------------------- | ---------------------------------------------------------------------- |
| 15-11-2006                                                             | Cadice                                                                 | Spagna                                                                 | 0 – 1                                                                  | Romania                                                                | Amichevole                                                             | -                                                                      | 88’                                                                    |
| 7-2-2007                                                               | Bucarest                                                               | Romania                                                                | 2 – 0                                                                  | Moldavia                                                               | Amichevole                                                             | -                                                                      | 46’                                                                    |
| 24-3-2007                                                              | Rotterdam                                                              | Paesi Bassi                                                            | 0 – 0                                                                  | Romania                                                                | Qual. Euro 2008                                                        | -                                                                      | 78’                                                                    |
| 28-3-2007                                                              | Piatra Neamț                                                           | Romania                                                                | 3 – 0                                                                  | Lussemburgo                                                            | Qual. Euro 2008                                                        | -                                                                      |                                                                        |
| 22-8-2007                                                              | Bucarest                                                               | Romania                                                                | 2 – 0                                                                  | Turchia                                                                | Amichevole                                                             | -                                                                      |                                                                        |
| 12-9-2007                                                              | Colonia                                                                | Germania                                                               | 1 – 0                                                                  | Romania                                                                | Amichevole                                                             | -                                                                      | 76’                                                                    |
| 6-2-2008                                                               | Tel Aviv                                                               | Israele                                                                | 1 – 0                                                                  | Romania                                                                | Amichevole                                                             | -                                                                      | 90’                                                                    |
| 31-5-2008                                                              | Bucarest                                                               | Romania                                                                | 4 – 0                                                                  | Montenegro                                                             | Amichevole                                                             | -                                                                      |                                                                        |
| 6-9-2008                                                               | Cluj-Napoca                                                            | Romania                                                                | 0 – 3                                                                  | Lituania                                                               | Qual. Mondiali 2010                                                    | -                                                                      | 46’                                                                    |
| 10-8-2011                                                              | Città di San Marino                                                    | San Marino                                                             | 0 – 1                                                                  | Romania                                                                | Amichevole                                                             | -                                                                      | 24’                                                                    |
| 15-11-2011                                                             | Vienna                                                                 | Grecia                                                                 | 1 – 3                                                                  | Romania                                                                | Amichevole                                                             | -                                                                      |                                                                        |
| 14-11-2012                                                             | Bucarest                                                               | Romania                                                                | 2 – 1                                                                  | Belgio                                                                 | Amichevole                                                             | -                                                                      | 69’                                                                    |
| 6-2-2013                                                               | Malaga                                                                 | Australia                                                              | 2 – 3                                                                  | Romania                                                                | Amichevole                                                             | -                                                                      | 46’                                                                    |
| 22-3-2013                                                              | Budapest                                                               | Ungheria                                                               | 2 – 2                                                                  | Romania                                                                | Qual. Mondiali 2014                                                    | -                                                                      |                                                                        |
| Totale                                                                 |                                                                        | Presenze                                                               | 14                                                                     |                                                                        | Reti                                                                   | 0                                                                      |                                                                        |

### Record
- Calciatore con più presenze nella storia della Lazio (427).
- Calciatore con più presenze in Serie A con la maglia della Lazio (349).
- Calciatore con più presenze nei campionati italiani[25] di calcio con la maglia della Lazio (349).

## Palmarès

### Club

#### Competizioni nazionali
- Coppa di Romania: 1

Dinamo Bucarest: 2004-2005
- Supercoppa di Romania: 1

Dinamo Bucarest: 2005
- Campionato rumeno: 1

Dinamo Bucarest: 2006-2007
- Coppa Italia: 3

Lazio: 2008-2009, 2012-2013, 2018-2019
- Supercoppa italiana: 3

Lazio: 2009, 2017, 2019